# Operation Unthinkable
Operation Unthinkable (svenska: Operation Otänkbar) var kodnamnet för två besläktade planer över väpnade konflikter mellan de allierade makterna i väster (Storbritannien, USA, Frankrike med flera) och Sovjetunionen. Båda planerna beordrades 1945 av den brittiske premiärministern Winston Churchill och utvecklades av de brittiska stridskrafternas förenade planeringsstab mot slutet av andra världskriget i Europa.
Den första av planerna inbegrep ett överraskningsanfall mot de sovjetiska styrkorna i det erövrade Nazityskland, för att "de västallierade skulle kunna betvinga" Sovjet och tvinga Josef Stalin att hålla de ingångna överenskommelserna för Centraleuropas framtid. När planen bedömdes som "nyckfull" övergavs den för ett defensivt scenario, i vilket Storbritannien försvarade sig mot en sovjetisk framryckning mot Nordsjön och Atlanten efter att USA:s styrkor lämnat kontinenten.
Båda planerna var topphemliga vid tiden för deras uppkomst och blev inte kända för allmänheten förrän 1998.